# ديف ويست
ديف ويست (بالإنجليزية: Dave West)‏ هو شخصية أعمال بريطاني، ولد في 14 مارس 1944 في رومفورد في المملكة المتحدة، وتوفي في 12 ديسمبر 2014 في St James's ‏ في المملكة المتحدة.